# Dudda, Hassan
Dudda là một làng thuộc tehsil Hassan, huyện Hassan, bang Karnataka, Ấn Độ.